# استان سگو

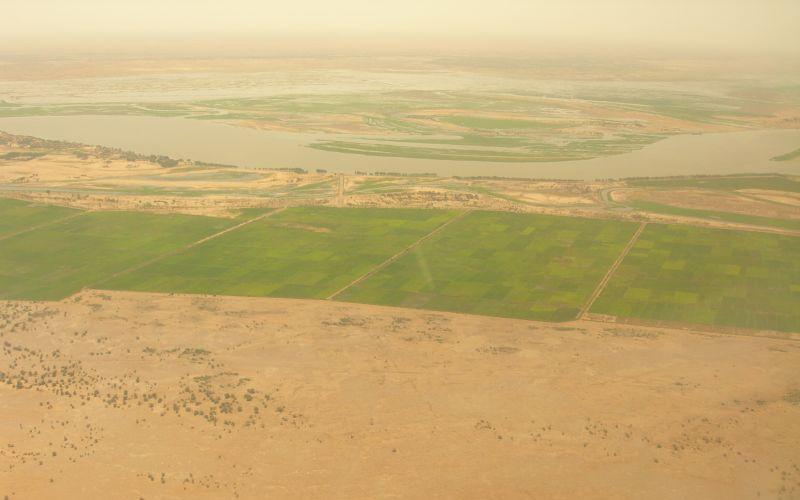

استان سگو یکی از استان‌های کشور مالی است که مرکز آن شهر سگو می‌باشد.
جمعیت این استان ۲٬۳۳۶٬۲۵۵ نفر و مساحت آن ۶۴٬۹۴۷ کیلومتر مربع است.

## دوایر
- Bla
- Barouéli
- Macina
- Niono
- Ségou
- San
- Tominian